# Кубок Кар'яла 2006
Кубок Кар'яла 2006 — міжнародний хокейний турнір у Фінляндії в рамках Єврохокейтуру, проходив 9—12 листопада 2006 року у Гельсінкі та один матч у Празі.

## Результати та таблиця
| 1. | Росія     | ***      | 3:2 бул. | 5:4 | 3:2 | 3 | 2 | 1 | 0 | 0 | 11:8 | 8 |
| 2. | Чехія     | 2:3 бул. | ***      | 5:4 | 1:2 | 3 | 1 | 0 | 1 | 1 | 8:9  | 4 |
| 3. | Швеція    | 4:5      | 4:5      | *** | 1:0 | 3 | 1 | 0 | 0 | 2 | 9:10 | 3 |
| 4. | Фінляндія | 2:3      | 2:1      | 0:1 | *** | 3 | 1 | 0 | 0 | 2 | 4:5  | 2 |

М — підсумкове місце, І — матчі, В — перемоги, ВО — перемога по булітах (овертаймі), ПО — поразка по булітах (овертаймі), П — поразки, Ш — закинуті та пропущені шайби, О — очки

## Найкращі бомбардири
| М  | Гравець        | Г | П | О |
| -- | -------------- | - | - | - |
| 1. | Петро Щасливий | 4 | 0 | 4 |
| 2. | Юхан Давідссон | 3 | 1 | 4 |
| 3. | Павло Воробйов | 0 | 4 | 4 |

## Найкращі гравці турніру
| Воротар  | Синухе Валлінхеймо |
| Захисник | Магнус Юганссон    |
| Нападник | Петро Щасливий     |

## Команда усіх зірок
| Воротар  | Синухе Валлінхеймо  |
| Захисник | Акі-Петтері Берг    |
| Захисник | Магнус Юганссон     |
| Нападник | Юхан Давідссон      |
| Нападник | Петро Щасливий      |
| Нападник | Олександр Харитонов |